# Žďár (ort i Tjeckien, Södra Böhmen)
Žďár är en ort i Tjeckien.   Den ligger i regionen Södra Böhmen, i den centrala delen av landet, 100 km söder om huvudstaden Prag. Žďár ligger 380 meter över havet och antalet invånare är 233. Den ligger vid sjön Talínský Rybník.
Terrängen runt Žďár är platt åt sydväst, men åt nordost är den kuperad. Žďár ligger nere i en dal. Runt Žďár är det ganska glesbefolkat, med 34 invånare per kvadratkilometer. Närmaste större samhälle är Písek, 10,2 km nordväst om Žďár. Trakten runt Žďár består till största delen av jordbruksmark.